# 삽화로 보는 우크라이나의 역사
《삽화로 보는 우크라이나의 역사》(우크라이나어: Ілюстрована Історія України)는 미하일로 흐루셰우스키의 1911년 책으로, 그가 우크라이나 역사를 대중에게 알리고자 삽화와 함께 출판한 책이다. 우크라이나 민족주의 담론을 형성하는 데 중요한 역할을 한 책으로 평가받는다.
흐루셰우스키의 집필 당시 우크라이나는 없었지만 우크라이나인 선조의 생활과 문화를 우크라이나인들을 지배한 국가들과의 관계에서 다루고 있다.

## 참고 문헌
- 한정숙 (2014). “역사서술로 우크라이나 민족을 만들어내다: 흐루셰프스키의 『우크라이나의 역사』와 우크라이나 정체성”. 《러시아연구》 (서울대학교 출판부).